# هری کروسنی
هری کروسنی (انگلیسی: Harri Kirvesniemi; ۱۰ مهٔ ۱۹۵۸ – ) اسکی‌باز صحرانوردی اهل فنلاند بود.